# Alischer-Nawoi-Sekundärschule (Rassakow)
Die Alischer-Nawoi-Sekundärschule (usbekisch Alisher Navoiy nomli oʻrta maktab / Алишер Навоий nomli ўрта мактаб, kirgisisch Алишер Навои атындаги орто мектеби, russisch Средняя школа имени Алишера Навои) ist eine Schule in Rassakow, Kirgisistan. Obwohl die Schule als weiterführende Schule bezeichnet wird, bietet sie Unterricht für die Klassen eins bis elf an. Die Schule bietet Unterricht in usbekischer, kirgisischer und russischer Sprache an. Die Schule verfügt über eine Museumssammlung mit über 300 Artefakten, darunter ein Brief von Josef Stalin an die Bevölkerung von Rassakow. Die Schule wurde 1977 gegründet.
An der Schule lehren 117 Lehrer 2462 Schüler (Stand November 2023).
Sie ist benannt nach Mir ʿAli Schir Nawāʾi.